# Silber(II)-fluorosulfonat
Silber(II)-fluorosulfonat, Ag(SO3F)2 ist das zweiwertige und instabile Silbersalz der Fluorsulfonsäure. Das ist eine mit Fluor substituierte Form der Schwefelsäure, die dadurch sehr reaktiv ist.

## Gewinnung und Darstellung
Das Salz kann aus Silber und Peroxydisulfuryldifluorid werden.
{\displaystyle \mathrm {Ag+S_{2}O_{6}F_{2}{\xrightarrow[{7Tage}]{70C}}} } {\displaystyle \mathrm {Ag(SO_{3}F)_{2}} }

## Eigenschaften
Silber(II)-fluorosulfonat ist instabil und zersetzt sich schon bei Raumtemperaturen zu Ag3(SO3F)4. Die Zersetzung erfolgt bei höheren Temperaturen schneller, sodass bei 120 °C das Fluorosulfonat-Radikal SO3F• freigelassen wird. Silber(II)-fluorosulfonat hat magnetische Momente, bei tiefen Temperaturen parallel geordnet sind und ist damit ferromagnetisch: die Curie-Temperatur liegt bei 24,8 K (−248,35 °C), oberhalb davon zeigt die Verbindung Paramagnetismus.
Die Verbindung zeigt ein monoklines Kristallsystem mit der Raumgruppe P21/c (Raumgruppen-Nr. 14). Die Gitterparameter liegen bei a = 10,5130 Å, b = 7,7524 Å und c = 8,9366 Å. Die Silberionen werden nur durch Sauerstoffatome der Fluorsulfonsäuregruppen koordiniert, und zwar sechsfach durch einen Oktaeder, der durch eine Jahn-Teller-Verzerrung in die Länge gestreckt ist. Die Fluorsulfonsäuregruppen verknüpfen die Silberionen mit den kurzen Bindungen zu gewellten Schichten, ähnlich einem Untergitter von Silber(II)-fluorid AgF2, die mit der langen Bindung untereinander verbunden sind.